# متنزه طبيعي

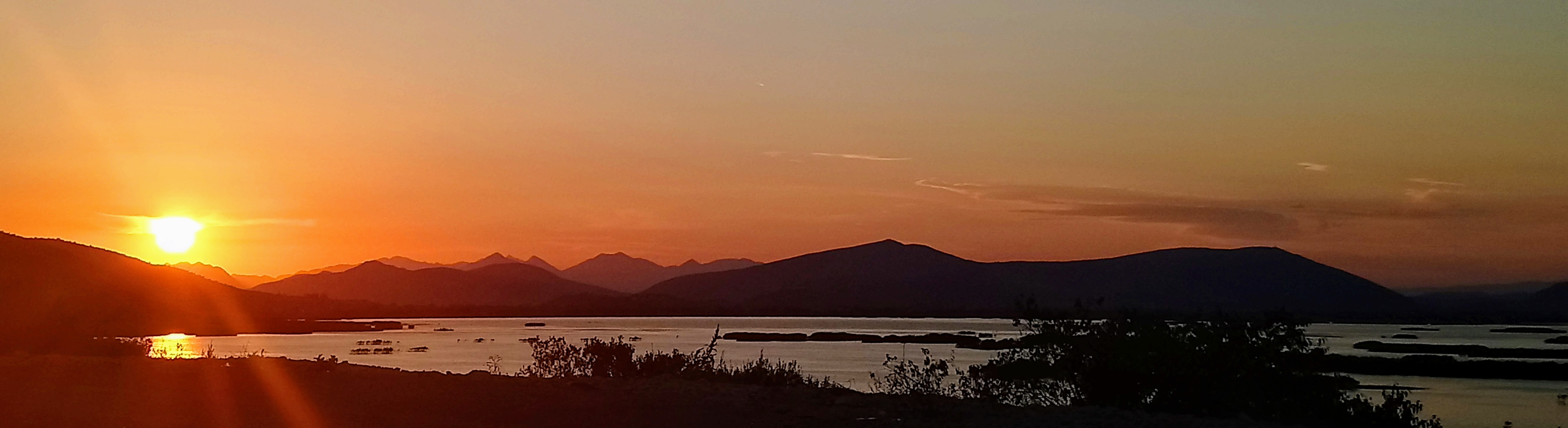
متنزه طبيعي في البوسنة والهرسك

المتنزه الطبيعي، أو في بعض الأحيان الحديقة الطبيعية، هي تسمية للمناظر الطبيعية المحمية من خلال التخطيط طويل الأجل والاستخدام المستدام والزراعة. يتم الحفاظ على هذه المناظر الطبيعية القيمة في حالتها الحالية والترويج لها لأغراض السياحة.
تخضع الحدائق الطبيعية في معظم البلدان للحماية المنظمة قانونيًا من قِبل السلطات المختصة نظرًا للمحتوى البيولوجي أو الجيولوجي أو تميز مشاهده الطبيعية وأهميتها من الناخية التعليمية وللقيام بأبحاث ودراسات علمية، والتي تعد جزءًا من قوانين الحفاظ عليها. هذا الفضاء يمكن أن يقع بالبر أو بالبحر، بالسهل أو بالجبل.
فيما يتعلق بمستوى الحماية، فإن فئة "المتنزه الطبيعي" ليست مثل "المتنزه الوطني"، والتي تم تعريفها من قبل الاتحاد الدولي لحفظ الطبيعة ولجنتها العالمية للمناطق المحمية على أنها نوع من الفئة الثانية من المناطق المحمية. يقع تصنيف "متنزه الطبيعة ، اعتمادًا على التفاصيل المحلية، بين الفئة الثالثة والفئة السادسة وفقًا لتصنيف الاتحاد الدولي لحفظ الطبيعة، في معظم الحالات أقرب إلى الفئة السادسة. لكن بعض الحدائق الطبيعية تحولت لاحقًا إلى حدائق وطنية.